# Contubernium
Il contubernium era la più piccola unità militare dell'esercito romano. Il contubernium in epoca classica indicava anche un rapporto permanente tra servi o tra dominus e serva.
Il contubernium era composto da otto uomini possibilmente facenti capo ad un decano e in alcuni casi uno o più servi erano a disposizione dei legionari che ne facevano parte secondo le disponibilità economiche degli stessi soldati. Dieci contubernia formavano una centuria. I soldati di uno stesso contubernium condividevano la stessa tenda (per questo erano definiti contubernales) ed erano ricompensati o puniti insieme.
Tale termine ha passato tutta la storia romana divenendo un termine adoperato addirittura dai soldati dell'esercito inglese del 1800 per indicare i compagni di tenda esattamente come accadeva nelle legioni dell'antica Roma.